# ويليام هال (لاعب كريكت)
ويليام هال (بالإنجليزية: William Hall)‏ (22 مارس 1853 في المملكة المتحدة - 1 نوفمبر 1911 في المملكة المتحدة) هو لاعب كريكت بريطاني (وحمل سابقاً جنسية المملكة المتحدة لبريطانيا العظمى وأيرلندا). لعب مع نادي مقاطعة ساسكس للكركيت ‏.

## وصلات خارجية
- ويليام هال على موقع إي آس بي آن كريك إنفو (الإنجليزية)